# White Bear Lake
White Bear Lake é uma cidade localizada no estado americano de Minnesota, no Condado de Ramsey e Condado de Washington.

## Demografia
Segundo o censo americano de 2000, a sua população era de 24.325 habitantes.
Em 2006, foi estimada uma população de 23.586, um decréscimo de 739 (-3.0%).

## Geografia
De acordo com o United States Census Bureau tem uma área de
22,5 km², dos quais 21,2 km² cobertos por terra e 1,3 km² cobertos por água.

## Localidades na vizinhança
O diagrama seguinte representa as localidades num raio de 8 km ao redor de White Bear Lake.